# Aimi Eguchi
Aimi Eguchi (江口 愛実, Eguchi Aimi), née officiellement le 11 février 1995, est une idole japonaise fictive qui fut créée numériquement à partir de parties de visages de sept chanteuses du groupe AKB48.
Eguchi est annoncée comme nouvelle membre du groupe en juin 2011. Selon son profil officiel, elle a 16 ans et est originaire de Saitama au nord de Tokyo. Elle apparaît dans le magazine Weekly Playboy et dans une publicité télévisée de son entreprise créatrice Ezaki Glico. Des soupçons apparaissent progressivement parmi le public d'AKB48 et le 19 juin 2011, Glico reconnait finalement qu'Eguchi est une fausse chanteuse créée par la compagnie, décevant de nombreux amateurs,. En mai 2013, elle n'est plus inscrite sur le site officiel en tant que stagiaire,.

## Chanteuses ayant servi de modèle
- Atsuko Maeda (yeux)
- Tomomi Itano (nez)
- Mariko Shinoda (bouche)
- Yuko Oshima (cheveux/corps)
- Minami Takahashi (contour du visage)
- Mayu Watanabe (sourcils)
- Yukari Sasaki (voix )